# CIMOSA
| Sigles de 2 caractères   |
| Sigles de 3 caractères   |
| Sigles de 4 caractères   |
| Sigles de 5 caractères   |
| ► Sigles de 6 caractères |
| Sigles de 7 caractères   |
| Sigles de 8 caractères   |

CIMOSA est un acronyme pour
- Computer Integrated Manufacturing Open Systems Architecture, une modélisation d'entreprise développée dans les années 1990 par le consortium Amice.

CIMOSA signifie « Computer Integrated Manufacturing Open System Architecture », c'est un cadre de modélisation d'entreprise qui vise à soutenir l'intégration de machines, des ordinateurs et des personnes dans l'entreprise. Le cadre est fondé sur la notion de cycle de vie d'un système et offre un langage de modélisation, une méthodologie et une technologie de soutien pour appuyer ces objectifs.
Le cadre a été développé dans les années 1990 par le consortium AMICE, dans le cadre d'un projet de l'UE. Finalement, l'organisme à but non lucratif CIMOSA Association a été créé afin de garder les droits sur le cadre CIMOSA, de promouvoir celui-ci et de soutenir son évolution future.